# Quercus skinneri
Quercus skinneri — вид рослин з родини букових (Fagaceae); поширений у Центральній Америці від півдня Мексики до Гондурасу.

## Опис
Це дерево середнього й великого розміру, до 25 м заввишки. Кора темна, розщеплена на квадратні пластини. Гілочки голі або майже такі, червонувато-бурі або іноді блідіші, блискучі, з блідими сочевичками. Листки еліптичні або яйцеподібні, тонка або іноді напівшкірясті, 7–25(30) × 3–10(12) см; основа усічена, широка, іноді серцеподібна або тупа; верхівка ослаблена, загострена; край товстий, плоский або злегка загнутий, з 10–13 парами зубів; верх темно-зелений до сірувато-зеленого, злегка блискучий, без волосся або іноді з кількома трихомами вздовж середньої жилки; низ блідіший, голий або з деякими волосками вздовж середньої жилки й пазухи; ніжка тонка, 3–7 см, гола або майже так. Тичинкові сережки довжиною 7 см, запушені, зазвичай малоквіткові; маточкові — довжиною 0.5 см, 1–2-квіткові. Період цвітіння: лютий — березень. Жолуді дворічні, поодинокі або парні, на ніжці 0.5–1.5 см; горіх яйцеподібний, світло-коричневий, 2–5 см довжиною; чашечка 1.8-5 см завширшки, вкриває менше 1/4 горіха. Період плодоношення: липень — грудень.

## Середовище проживання
Країни поширення: Беліз, Сальвадор, Гватемала, Гондурас, Мексика (Чіапас, Веракрус, Оахака).
Зростає у старовинних хмарних лісах, а також трапляється в інших типах вологих лісів; на висотах 900–2700 м.

## Використання
Використовується як дрова й деревина. У Гватемалі листя цього виду використовують для удобрення гірських полів.

## Загрози
Високі темпи вирубки лісів призвели до дроблення лісів і збіднення флористичного складу.